# Neuza Back
Neuza Ines Back (* 11. Juni 1984 in Saudades, SC) ist eine brasilianische Fußballschiedsrichterin. Sie steht als Fußballschiedsrichterassistentin seit 2014 auf der Liste der FIFA-Schiedsrichter.

## Karriere
Als Assistentin begleitete sie internationale Turniere wie die Copa Libertadores Femenina 2014, die Weltmeisterschaft der Frauen 2019 (als Assistentin von Edina Alves Batista, zusammen mit Tatiane Sacilotti), die Klub-Weltmeisterschaft 2020, Olympia 2020 und die Weltmeisterschaft 2022. Sie gehört zu den ersten Schiedsrichterinnen, welche 2022 erstmals für eine Weltmeisterschaft der Männer nominiert wurden.